# Джей, Джон (бейсбол)
Джонатан Хенри Джей (англ. Jonathan Henry Jay; 15 марта 1985, Майами, Флорида) — американский бейсболист, аутфилдер. Выступал в Главной лиге бейсбола с 2010 по 2021 год. Большую часть карьеры провёл в составе клуба «Сент-Луис Кардиналс», с которым выиграл Мировую серию 2011 года. На студенческом уровне играл за команду университета Майами, на драфте Главной лиги бейсбола 2006 года был выбран во втором раунде.

## Карьера
Играл в бейсбол в университете Майами. Выбран «Сент-Луис Кардиналс» во втором раунде драфта 2006 года.
В МЛБ дебютировал 26 апреля 2010 года в поединке против «Атланты Брэйвс», выйдя на биту пинч-хиттером. Первый хоум-ран выбил 1 июня 2010 года в поединке против «Редс» с подачи Джонни Куэто.
После обмена центрфилдера Колби Расмуса, Джон Джей стал играть в основном составе. В сезоне 2011 года Джей сыграл 159 игр, больше всех в составе «Кардиналс». Провёл все игры в Постсезоне, чем помог Сент-Луису стать победителем Мировой Серии.
В мае 2012 года был переведён в 15-дневный лист травмированных из-за проблем с плечом. 22 июня возвращён оттуда.

## Интересные факты
Является полным тёзкой известного американского деятеля, первого председателя Верховного Суда США Джона Джея, из-за чего получил множество прозвищ типа «Федералист» и «Отец-основатель».